# Frank Castleman
Frank Castleman (Frank Riley Castleman; * 17. März 1877 in Tracy Creek, New York; † 9. Oktober 1946 in Columbus, Ohio) war ein US-amerikanischer Hürdenläufer und Sprinter.
Bei den Olympischen Spielen 1904 in St. Louis gewann er Silber über 200 Meter Hürden und wurde Vierter über 110 Meter Hürden. Über 60 Meter wurde er Sechster, über 100 Meter schied er im Vorlauf aus.
1904 wurde er US-Meister über 120 Yards Hürden.
Frank Castleman war Absolvent der Colgate University. Nach seiner aktiven Karriere wurde er zunächst Trainer für American Football, Basketball und Baseball an der University of Colorado at Boulder, danach Leichtathletiktrainer an der Ohio State University.